# بوریس آرواتوف
بوریس آرواتوف (انگلیسی: Boris Arvatov; ۳ ژوئن ۱۸۹۶ – ۱۴ ژوئن ۱۹۴۰) نویسنده، و منتقد ادبی اهل اتحاد جماهیر شوروی سوسیالیستی بود.